# ゼールツェ
ゼールツェ (ドイツ語: Seelze、ドイツ語発音: [ˈzeːlt‿sə]) は、ドイツ連邦共和国ニーダーザクセン州ハノーファー広域連合に属す、人口約34,000人の市である。この街はカレンベルガー・ラントの一部をなしている。

## 地理

### 位置
この街は、ライネ川、ミッテルラント運河、ハノーファー - リンデン分岐運河の交わる点に位置している。さらに鉄道ハノーファー - ミンデン線に面しており、これを利用してブレーメン、ルール地方、オスナブリュックにアクセスできる。

### 隣接する市町村
ゼールツェは、北から時計回りに、ガルプセン、ハノーファー、ゲールデン、バルジングハウゼン、ヴンストルフと境を接している。

### 市の構成
本市は、2つの大きな市区ゼールツェ（中核市区）とレッター（レッター＝ジュート住宅地を含む）、およびアルムホルスト、デーデンゼン、デーテベルク、ギュンマー、ハレンベルク、キルヒヴェーレン、ラートヴェーレン、ローンデ、ヴェルバー地区からなる。大きな新興住宅地が中核市区の南にある（2010年7月31日現在の人口 1,207人）。

## 歴史

### 年表
ゼールツェの起源はよく判っていない。
- 1180年: 歴史文書に Selessen として初めて登場した（ヴェストファーレン古文書集第II巻 Nr. 412）[4]が、集落の成立はおそらくこれよりも古い。
- 1625年: ゼールツェの南で三十年戦争の軍事的に重要でない戦闘が行われた。この戦いで騎兵将軍ミヒャエル・フォン・オーベントラウトが死亡した[5]。
- 1630年: ハノーファーの彫刻家イェレミアス・ズーテルがこの地で亡くなったオーベントラウト将軍を記念して砂岩の胸像オーベントラウト記念碑を建立した[6]。
- 1847年: ハノーファーからミンデンへの鉄道建設に伴い、ハノーファー「中央駅」とヴンストルフとの間のゼールツェ村に駅が設けられた。
- 1900年: オイゲン・ド・ヘーンにより化学工場が開業し、初めて工業が定着した。
- 1902年: ハノーファー・ゴム工場エクセルシオールの分工場が稼働開始した。
- 1909年: ドイツ最大級の操車場の1つであるゼールツェ操車場が完成した[7]。
- 1912年から1916年: ミッテルラント運河建設工事。
- 1931年: ハノーファー・ゴム工場エクセルシオールが世界恐慌により閉鎖され、1932年に取り壊された。
- 2014年9月8日: 第二次世界大戦時の 1800 kg のブロックバスター爆弾（ドイツ語版、英語版）がこの街の南の農地で発見された。14,000人が退避し、鉄道とミッテルラント運河が閉鎖されて、爆弾の撤去作業が行われた[8]。

### 町村合併と都市権
1974年3月1日に、アルムホルスト、デーデンゼン、デーテベルク、ギュンマー、ハレンベルク、キルヒヴェーレン、ラートヴェーレン、レッター、ローンデ、ゼールツェ、フェルバーが合併してゼールツェが成立した。この町は、1977年以降「市」と称することを許された。2001年に新興住宅地ゼールツェ＝ジュート（ゼールツェ南）が居住区として成立した。

## 住民

### 宗教
マルティンスキルヒ通りにある福音主義＝ルター派の聖マルティン教会は18世紀に建設され、トゥールのマルティヌスにちなんで名付けられた。この教会はハノーファー市教会連合に属し、教会の他に2007年に完成した集会所や幼稚園も有している。これ以外にも、ゼールツェに含まれる集落には福音主義＝ルター派教会が存在している。
カトリックの聖三位一体教会は1913年にジュート通り沿いに建設され、1969/70年に増築された。この教会はハノーファー首席司祭区に属し、教会の他に聖ミヒャエル託児所やレッターの支部教会を有している。
ザントレーレ通り沿いの新使徒教会は2005年に解散し、その建物は世俗目的に用いられている。

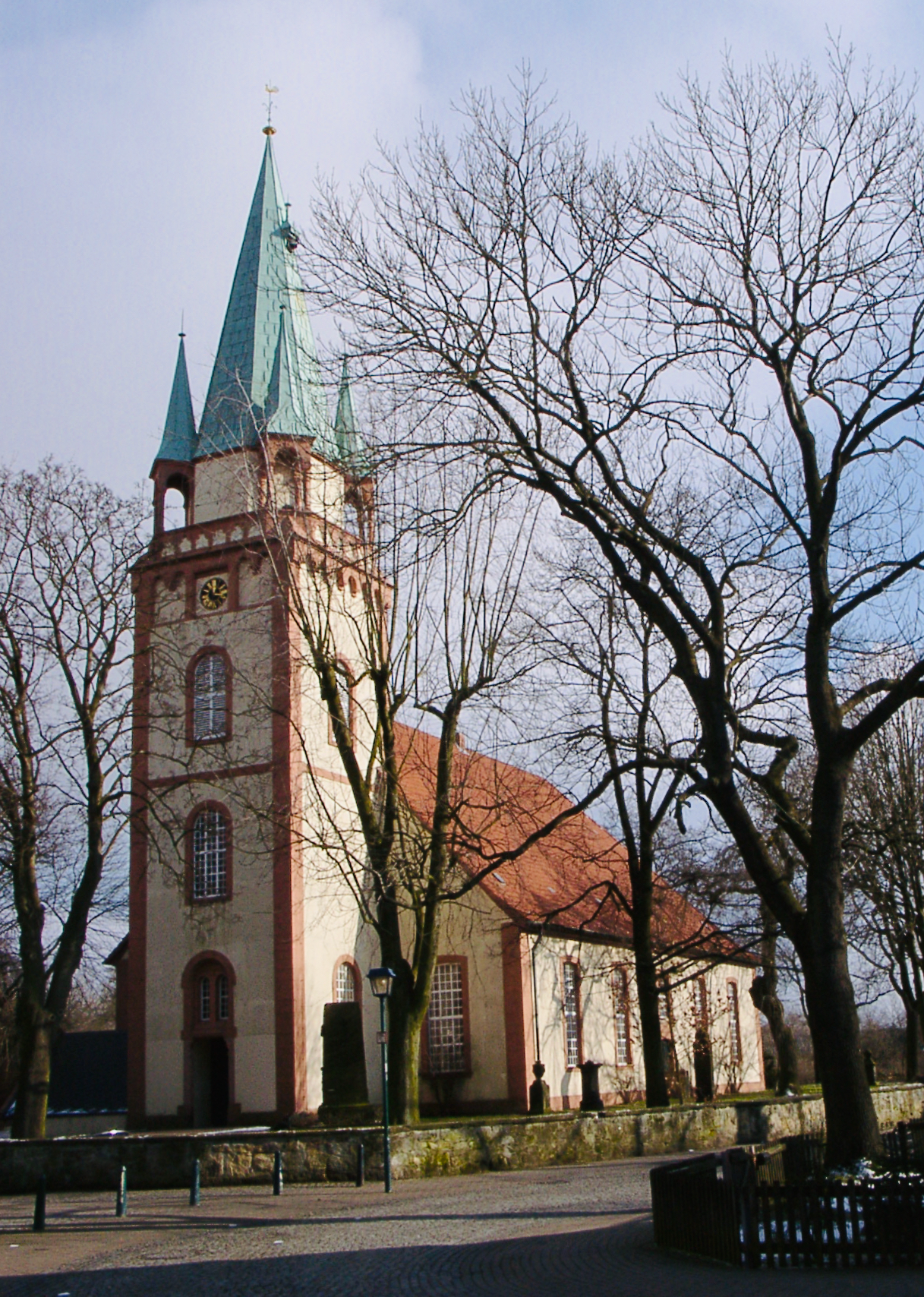
マルティンス教会
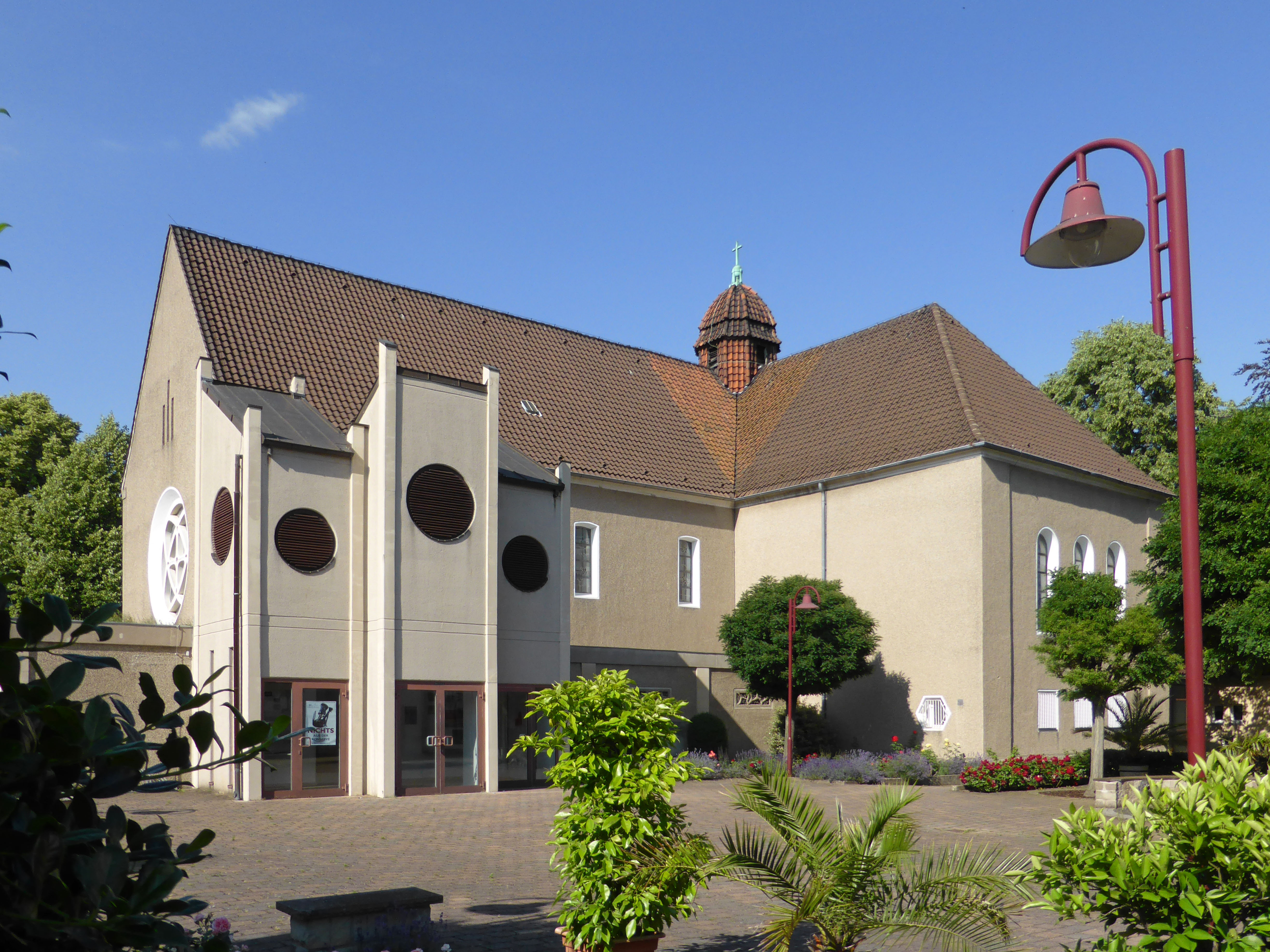
聖三位一体教会

## 行政

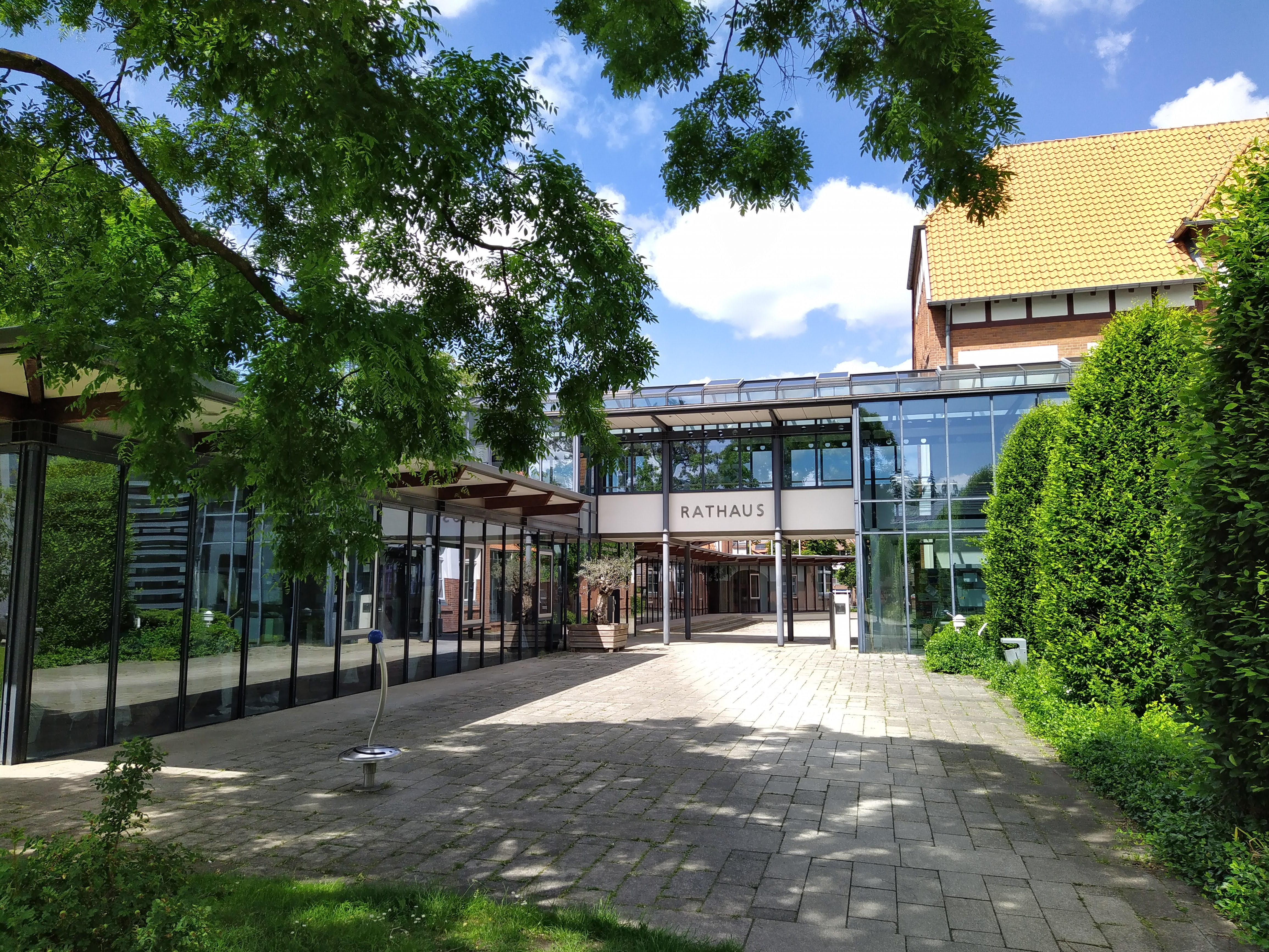
ゼールツェ市庁舎

### 議会
2021年9月12日の選挙以後、この街の市議会は38議席からなる。

### 首長
ゼールツェの市長はアレクサンダー・マストホフ (SPD) である。彼は2021年9月12日の選挙で 55.22 % の支持票を獲得して市長に選出された。この選挙の投票率は 52.44 % であった。前任者は、デトレフ・シャルホルン（無所属）であった。

### 地区議会
ゼールツェの各地区には、10の地区議会があり、合わせて80人が議員を務めている。

### 姉妹都市
ゼールツェは以下の都市と姉妹都市関係を結んでいる。
- グラン＝クーロンヌ（フランス語版、英語版）（フランス、セーヌ＝マリティーム県）1969年
- シュコイディッツ（ドイツ語版、英語版）（ドイツ、ザクセン州）1990年
- モシカ（ポーランド語版、英語版）（ポーランド、ヴィエルコポルスカ県）2000年

### 紋章
ゼールツェの街の紋章は、ハノーファー広域連合の数多くの市町村の紋章を制作している紋章研究家で紋章画家グスタフ・フェルカーによってデザインされた。
- 紋章の最初の認可は、1934年7月5日にプロイセンの国務大臣によりなされた[16]。
- 2度目の認可、すなわち1974年3月1日に新たに成立したゼールツェがこれまでのゼールツェの紋章を引き続き用いる認可は、1974年5月6日にハノーファーの行政管区長官によってなされた[16]。

図柄: 銀地に、金の爪や嘴を持つ黒いニワトリ。
紋章の由来: ゼールツェ騎士家（de Selesse, von Zelessen などと表記）は、州立文書館に保管されている13世紀から14世紀の文書に登場する。このことから、この家門がゼールツェに所領を有していたことが推測される。この騎士家は15世紀に断絶した。ニワトリの印影が州立文書館の文書に遺されている。ニワトリは警戒と戦闘意欲の象徴である。

## 文化と見所

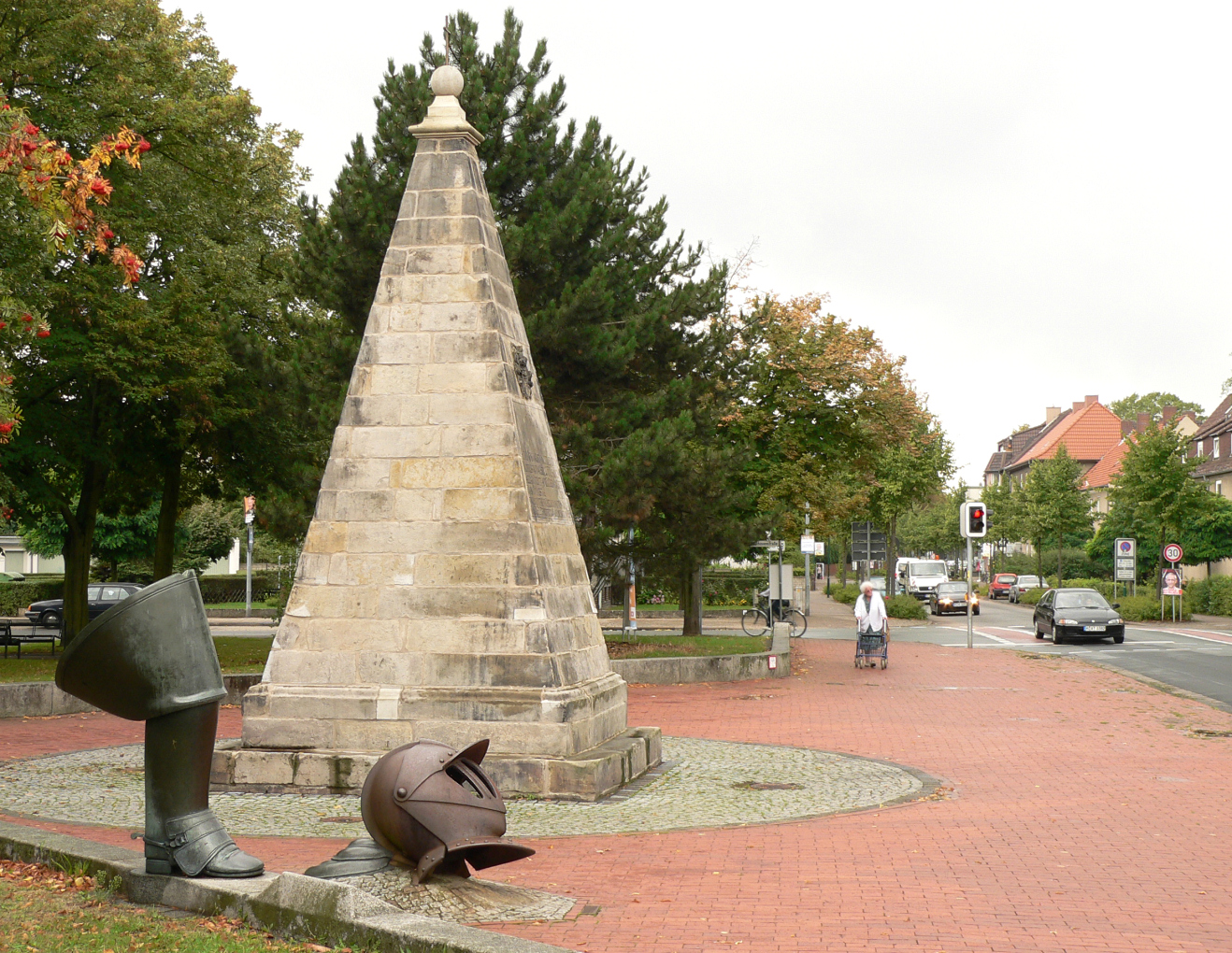
オーベルントラウト記念碑

### オーベントラウト記念碑
騎兵将軍ハンス・ミヒャエル・エリアス・フォン・オーベントラウトの栄誉を称えて、1630年にゼールツェに記念碑が建立された。ここは三十年戦争の間、1625年10月25日に彼が致命傷を負った場所であった。石材で創られた高さ 6 m、ピラミッド型の記念碑はハノーファーの彫刻家イェレミアス・ズーテル（1587年 - 1631年）によって制作された。1989年にはこの記念碑の隣に、金属製の大きな乗馬ブーツと兜が設置された。これらは、伝説のオーベントラウトが乱戦に突進した後、身に着けていなかったとされる装備を表している。
オーベントラウトは三十年戦争においてプロテスタント同盟側で戦った。オーベントラウトはニーンブルク/ヴェーザーの防衛に成功した後、パッテンゼン近郊のシューレンブルクにありティリー伯軍に占領されていたカレンベルク要塞を奇襲攻撃で奪取しようと企てた。彼の軍勢700騎と1万のティリー伯軍との戦いがゼールツェ近郊で起こり、要塞の奪取はなされなかった。オーベントラウトはこれを知った時、急いで救援に駆けつけようと兜を着けず、ブーツも片方だけで走り出したとされている。彼はこの戦闘中に銃撃を受けて致命傷を負った。

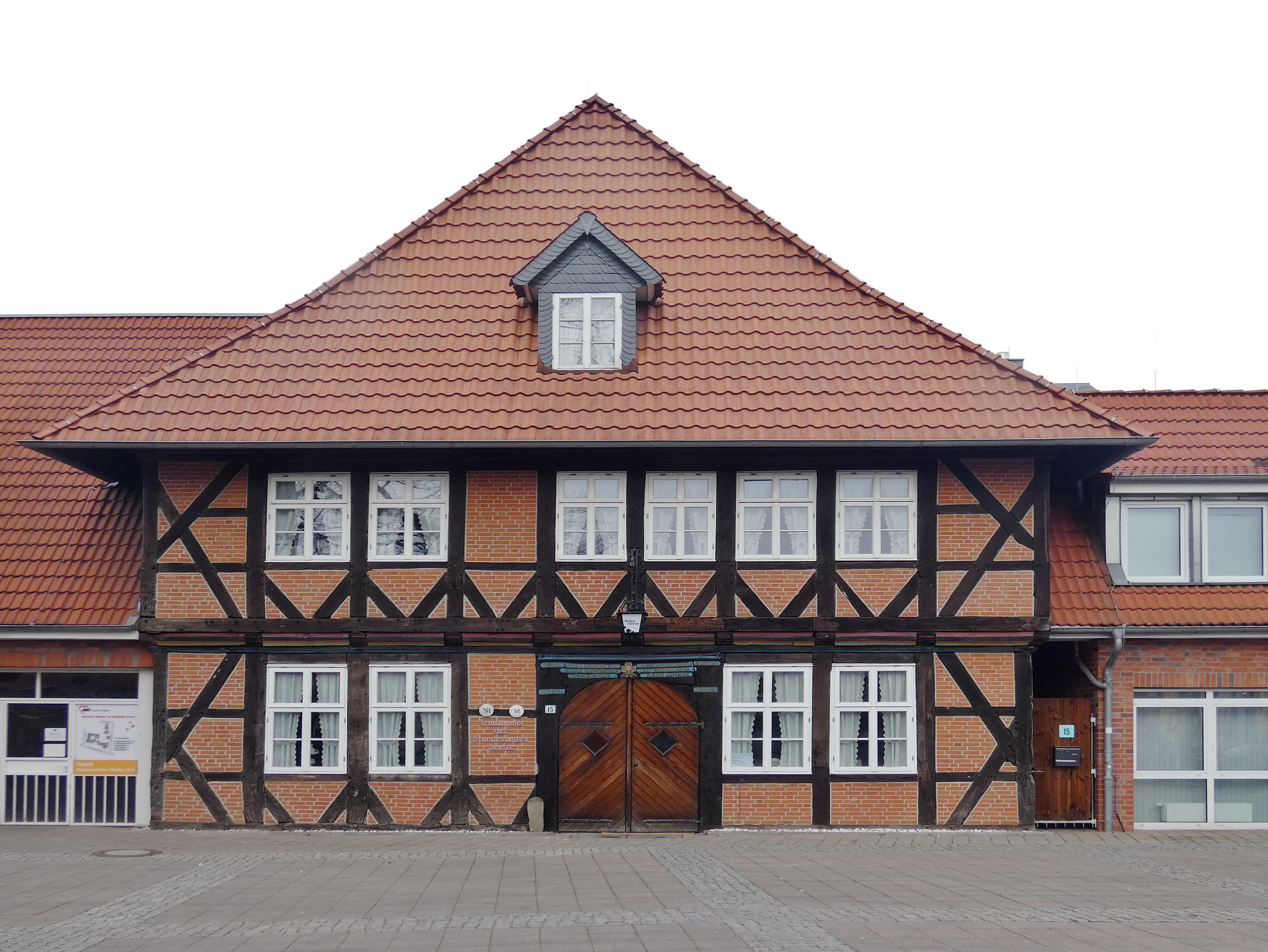
郷土博物館

### 博物館
2018年にレッター市区からゼールツェに移転した郷土博物館は、この地域の木組み建築様式について紹介している。常設展示の重点は歴史的空間、すなわち靴作りの工房、美容室、村の学校の再現である。さらに定期的に特別展示が行われており、エルツ山地のクリスマス、第一次世界大戦時のゼールツェ、ゼールツェのカトリック教会の100年、天使などがそのテーマとされた。

### 緑地
- ゼールツェ市民公園
- ユンケルンヴィーゼ

### クラブ・団体
- モダン・サウンズ・オーケストラ
- ゼールツェ＝ローンデ・ガールスカウトおよびボーイスカウト連合

### スポーツクラブ
- SG レッター 05
- ゼールツェ市民射撃団 1848
- レッター射撃団
- RSV ゼールツェ
- TuS ゼールツェ
- SG ゼールツェ
- レッター・テニスクラブ
- ADAC の 1. モーターボール・スポーツ・クラブ・ゼールツェ e.V.
- TuS ハレンベルク
- SG フェルバー
- TuS ギュンマー

## 経済と社会資本

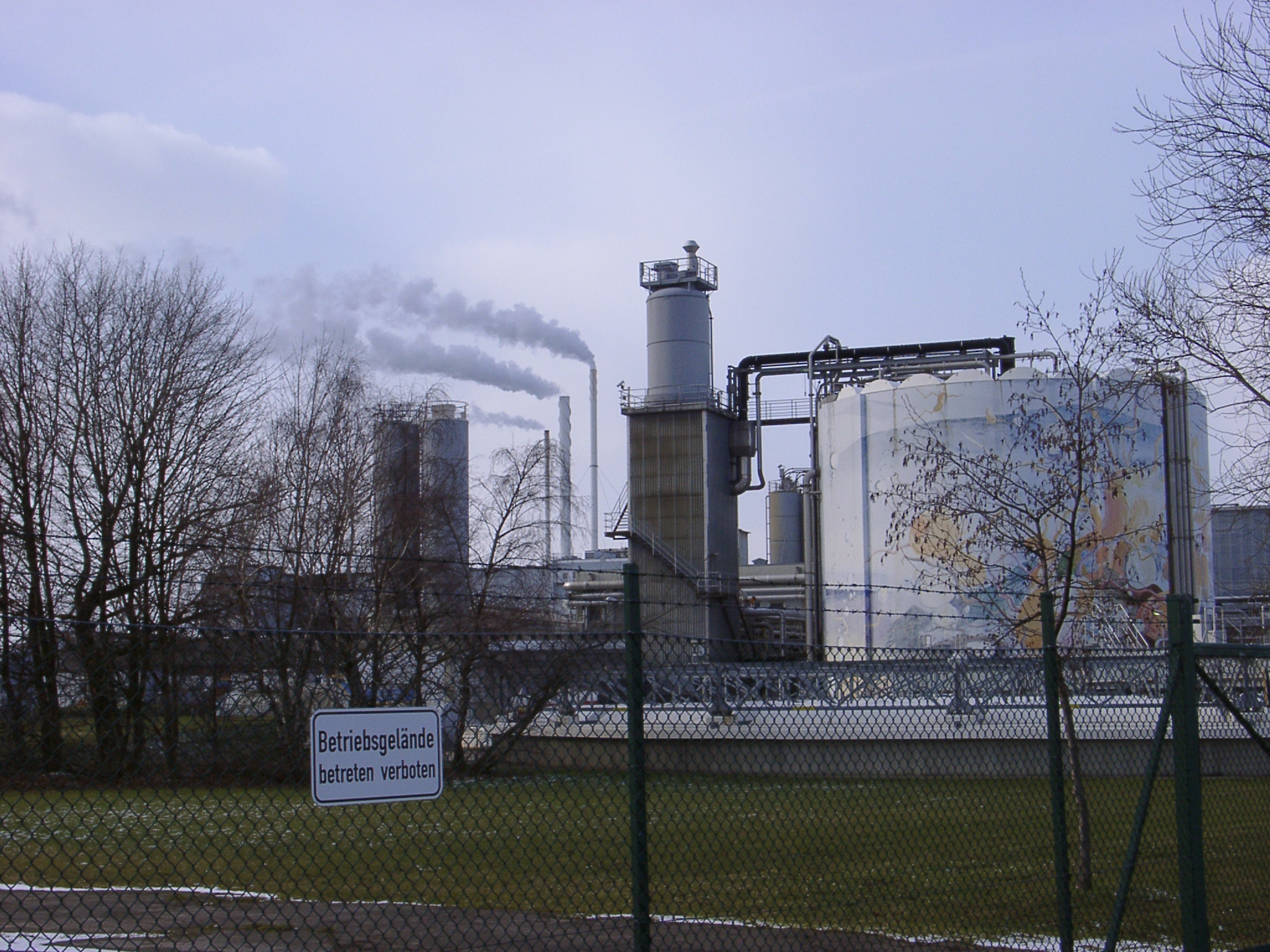
ハネウェルの工場

### 企業
ゼールツェ最大の雇用主がハネウェル社の化学工場（旧リーデル・ド・ヘーン）である。ローンデとレッター＝ジュートの作業地区には、手工業者や商業施設が立地している。

### 公共施設
2007年9月から2010年まで、Arbeiter-Samariter-Bund（救命救急隊）の支援を行う13人の支援スタッフからなる緊急出動グループがゼールツェにあった。このグループはバルジングハウゼン第20出動隊の下位に位置づけられている。支援スタッフは、スイスとオーストリアで開催された2008年サッカー・ヨーロッパチャンピオンシップ、ハノーファーでの爆弾撤去、2009年のコールドプレイ・コンサート、ハノーファーで行われたドイツ代表チームゴールキーパーのロベルト・エンケの葬儀といった大規模なイベントに出動した。また、毎年開催されるヴィルヘルムスハーフェンの「ヤーデの週末」にも出動する。

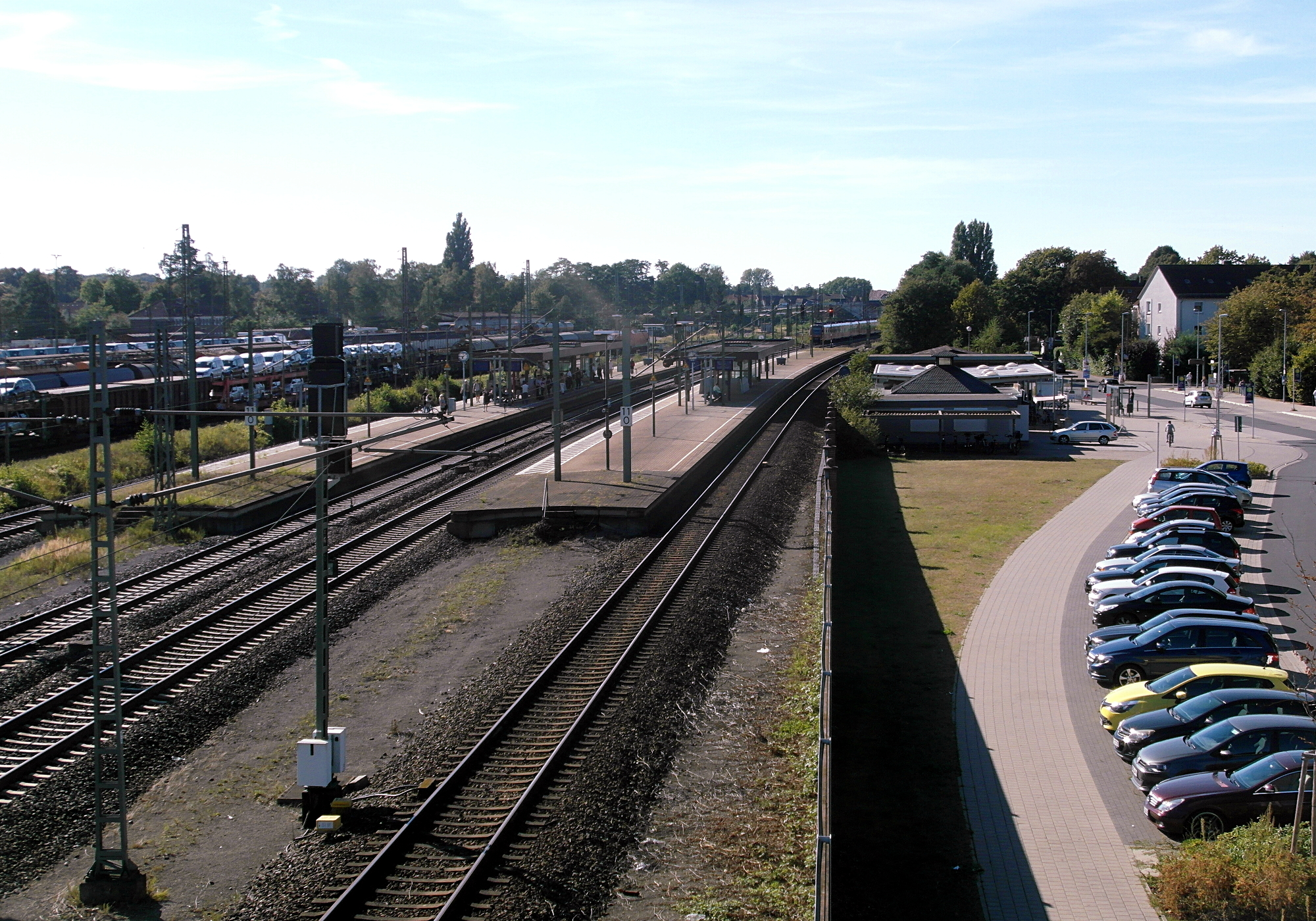
ゼールツェ駅

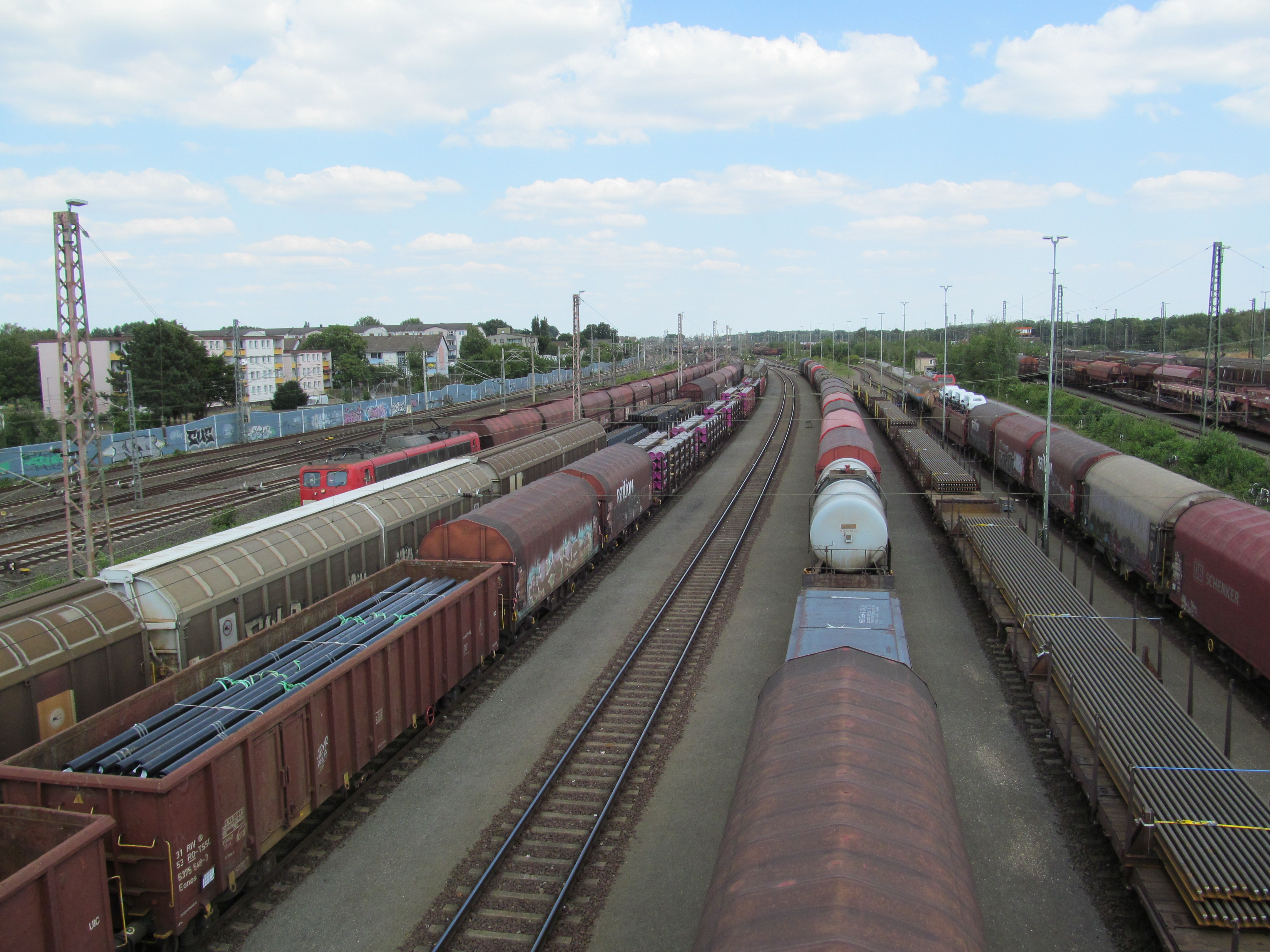
ゼールツェ操車場

### 交通
ハノーファーに接し、フォルクスワーゲン、ジョンソンコントロールズ、コンチネンタルの工場に近いという交通の便の良さから、ゼールツェとその地区は、典型的なベッドタウンとして発展した。ゼールツェ市内を連邦道 B441号線が通っている。連邦アウトバーン 2号線のヴンストルフ＝ルーテ・インターチェンジはギュンマー地区のすぐ近くにある。B6号線はレッター市区から遠くないところを通っている。
ゼールツェは、鉄道ヴンストルフ - ハノーファー線に面しており、デーデンゼン＝ギュンマー駅、ゼールツェ駅、レッター駅からハノーファーSバーンが利用できる。
| 路線名 | 経路 | 運行間隔 | 備考                                                                    |
| ------ | --- | -------- | ----------------------------------------------------------------------- |
| S1     | ミンデン - ビュッケブルク - ハステ - ヴンストルフ - ゼールツェ - ハノーファー - ヴェーツェン - バルジングハウゼン - ハステ                            | 060分    | ヴンストルフ - ハステ間は S2 と合わせて30分間隔で運行                   |
| S2     | ニーンブルク - ノイシュタット・アム・リューベンベルゲ - ヴンストルフ - ゼールツェ - ハノーファー - ヴェーツェン - バルジングハウゼン - ハステ         | 060分    | ヴンストルフ - ハステ間は S1 と合わせて30分間隔で運行                   |
| S51    | ハーメルン - シュプリンゲ - ハノーファー - ゼールツェ                                                                                                 | 060分    | HVZ-スプリンターライン、停車駅が少ない。 月曜日から金曜日に1日7往復運行 |
| RE1    | ハノーファー - （ゼールツェ） - ヴンストルフ - ニーンブルク - フェルデン - ブレーメン - オルデンブルク - エムデン - ノルトダイヒ・モーレ              | 120分    | スプリンターライン S51 故障時は一部のみ運行                             |
| RE8    | ハノーファー - （ゼールツェ） - ヴンストルフ - ニーンブルク - フェルデン - ブレーメン - オスターホルツ＝シャルムベック - ブレーマーハーフェン＝レーエ | 120分    | スプリンターライン S51 故障時は一部のみ運行                             |

ゼールツェ駅は1984年に以前よりも東寄りに設けられ、西側のバーンホーフ通りの突き当たりにあった古い駅舎は取り壊された。同時に、プラットホームが2本から4本に拡張され、発着のキャパシティが拡大された。ゼールツェにはドイツ最大級の操車場の1つであるゼールツェ操車場がある。
近郊交通は、ハノーファー広域交通 (GVH) のバス路線が担っている。
ゼールツェ港には業務用、レジャー用、および旅客船が発着する。

## 人物

### 出身者
- ヨハンナ・ヴァーグナー（ドイツ語版、英語版）（1828年 - 1894年）オペラ歌手。リヒャルト・ワーグナーの姪。
- リナ・ラリッサ・シュトラール（ドイツ語版、英語版）（1997年 - ）女優。シンガー・ソングライター。

### ゆかりの人物
- フリードリヒ・フォン・ザクセン＝アルテンブルク（ドイツ語版、英語版）（1599年 - 1625年）ザクセン＝アルテンブルク公、ユーリヒ＝クレーフェ＝ベルク公。ゼールツェで亡くなった。
- クリス＝カロル・ブレーマー（ドイツ語版、英語版）（1971年 - ）水泳選手。ゼールツェで育った。
- アーニャ・ブリンカー（ドイツ語版、英語版）（1991年 - ）芸術家。

## 関連図書
- Wolfgang Schulze (1987). Rund um Seelze und Garbsen. Historische Streifzüge durch das Land zwischen Deister und Steinhuder Meer (2 ed.). Hannover: Harenberg Verlag